# West Harrow (Metropolitano de Londres)
West Harrow é uma estação do Metrô de Londres em Harrow em Londres.
A estação fica no ramal de Uxbridge da linha Metropolitan, entre as estações Rayners Lane e Harrow-on-the-Hill, e na Zona 5 do Travelcard.

## História
A linha Metropolitan (Harrow and Uxbridge Railway) passava por aqui entre Harrow-on-the-Hill e Ruislip, com serviços iniciando em 4 de julho de 1904. A estação West Harrow foi inaugurada em 17 de novembro de 1913.
A estação é uma das poucas estações de metrô sem bloqueios em uma das entradas, com os passageiros que viajam para Uxbridge podendo acessar as plataformas sem passar pelos bloqueios.

## Serviços

### Linha Metropolitan
A linha Metropolitana é a única linha a operar um serviço expresso, de segunda a sexta-feira.
O serviço fora de pico é:
- 8 tph para Aldgate (todas as estações)
- 8 tph para Uxbridge

O serviço de pico matinal em trens por hora (tph) é:
- 2 tph para Aldgate (semi-rápido)
- 4 tph para Aldgate (todas as estações)
- 4 tph para Baker Street (todas as estações)
- 10 tph para Uxbridge

O serviço de pico noturno em trens por hora (tph) é:
- 7 tph para Aldgate (todas as estações)
- 3 tph para Baker Street (todas as estações)
- 10 tph para Uxbridge

## Galeria

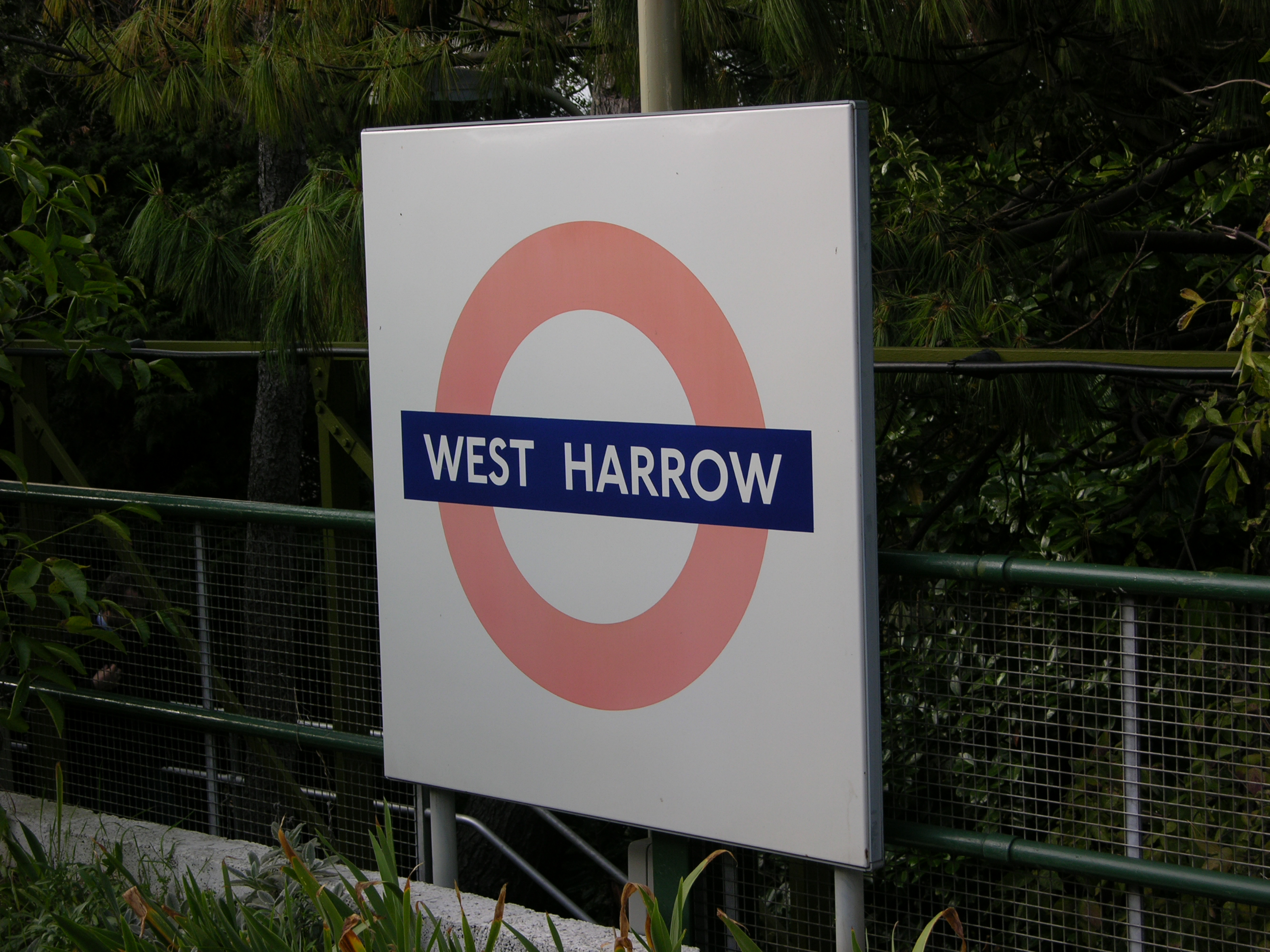
Roundel
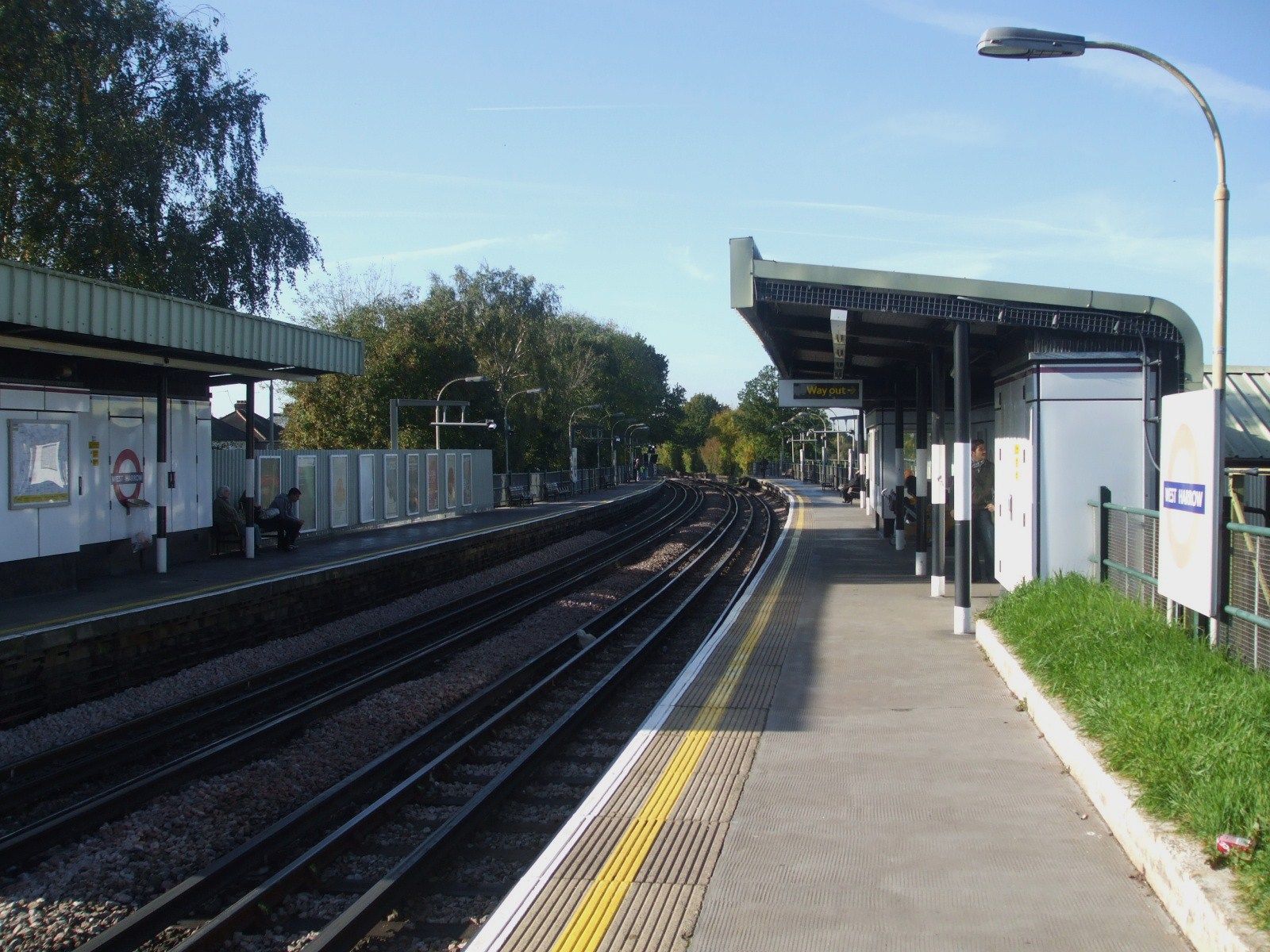
Plataforma leste voltada para o oeste
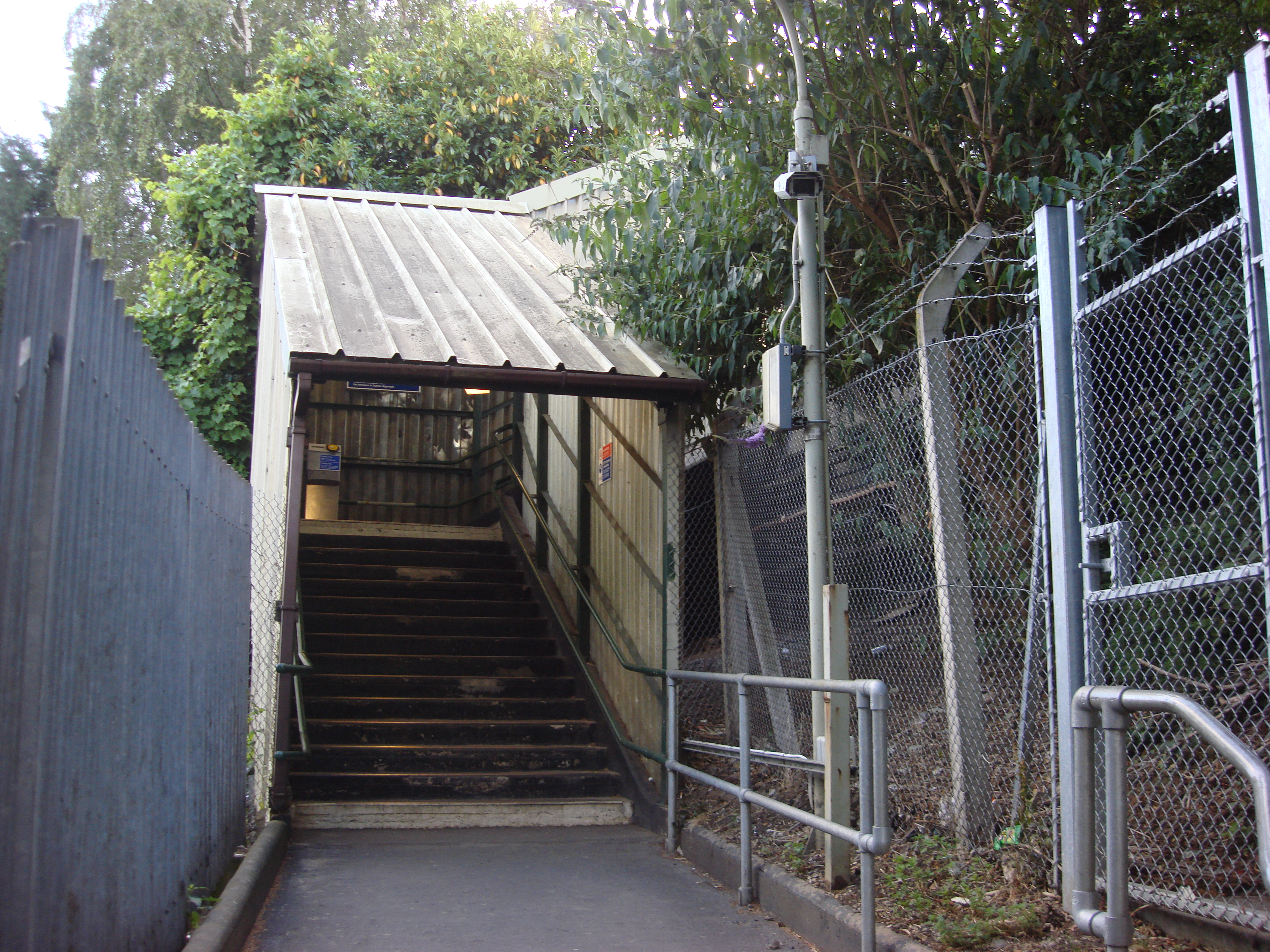
Entrada da plataforma no sentido oeste
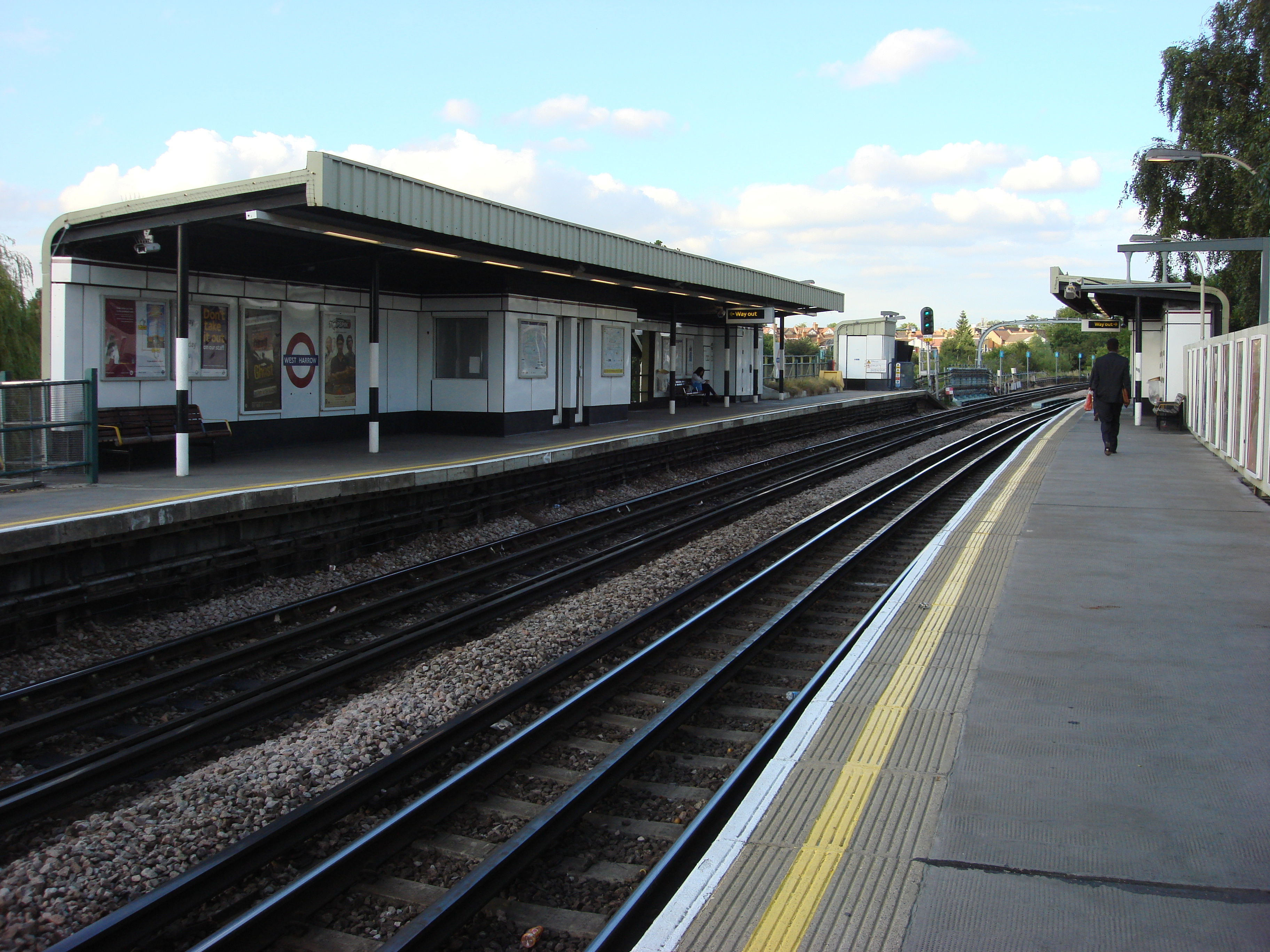
Plataforma no sentido oeste voltada para o leste